# Knut Storberget
Knut Storberget (født 6. oktober 1964 i Elverum) er en norsk politiker (Ap) og justis- og politiminister. Han blev første gang valgt til Stortinget fra Hedmark i 2001. Han var supleant i perioderne 1993–2001.
Storberget er uddannet jurist fra Universitet i Oslo (1990) og praktiserede som strafferetsadvokat med eget firma (1992-2002) indtil han blev valgt til Stortinget. Storberget har som advokat møteret for Højesteret.
Han var medlem af Elverum kommunestyre 1991-1999; leder Hedmark teater 1998-01; og har været ledende medlem i Avholdsfolkets landsråd, UNICEF Norge, FORUT, Landsrådet for Norges barne- og ungdomsorganisasjoner og i ejerselskabet til Hamar Arbeiderblad.
Han har organisationsbaggrund både fra Arbeiderpartiet og fra ungdomsorganisationen Juvente. (Leder i NGU, forløberen til Juvente 1989-1991).